# Горная Поляна (Волгоградская область)
Горная Поляна — посёлок в Ленинском районе Волгоградской области, в составе Покровского сельского поселения.

## История
Дата основания не установлена. Согласно справочнику «Районы и населенные пункты Сталинградского края» на 1 января 1936 года, посёлок Горная Поляна относился к Покровскому сельсовету Ленинского района Сталинградского края (в том же году преобразован в Сталинградскую область)

## География
Посёлок расположен в пределах Волго-Ахтубинской поймы, являющейся частью Прикаспийской низменности, примерно в 1,2 км от левого берега Волги и хутора Булгаков. Севернее и южнее посёлка имеются островки пойменного леса, посёлок расположен на высоте около 5 метров ниже уровня моря. В районе посёлка имеется несколько мелиоративных канав и каналов.
По автомобильным дорогам расстояние до областного центра города Волгограда составляет 71 км, до районного центра города Ленинск — 29 км, до административного центра сельского поселения села Покровка — 8,3 км.
Часовой пояс
Горная Поляна, как и вся Волгоградская область, находится в часовой зоне МСК (московское время). Смещение применяемого времени относительно UTC составляет +3:00.

## Население
Динамика численности населения по годам:
| 1987 | 2010 |
| ---- | ---- |
| ≈100 | 80   |